# Gmina Jablanica
Gmina Jablanica (bośn. Općina Jablanica) – gmina w Bośni i Hercegowinie, w kantonie hercegowińsko-neretwiańskim. W 2013 roku liczyła 10 111 mieszkańców.